# خنی
خُنی (به گرجی: ხონი) شهری در استان ایمرتی گرجستان است. جمعیت این شهر طبق سرشماری سال ۲۰۰۹ میلادی ۱۱٬۰۰۰ نفر بوده‌است.